# المذنب الكبير لعام 1577
المذنب الكبير لعام 1577 هو مذنب غير دوري مر قريبا من الأرض في نهاية عام 1577. شاهدت كل أوروبا وغيرها هذا المذنب وسجل معلومات عن تحركه العلماء الأحياء في ذلك الوقت. منهم عالما الفلك الدانماركي تيخو براهي والتركي تقي الدين الشامي.

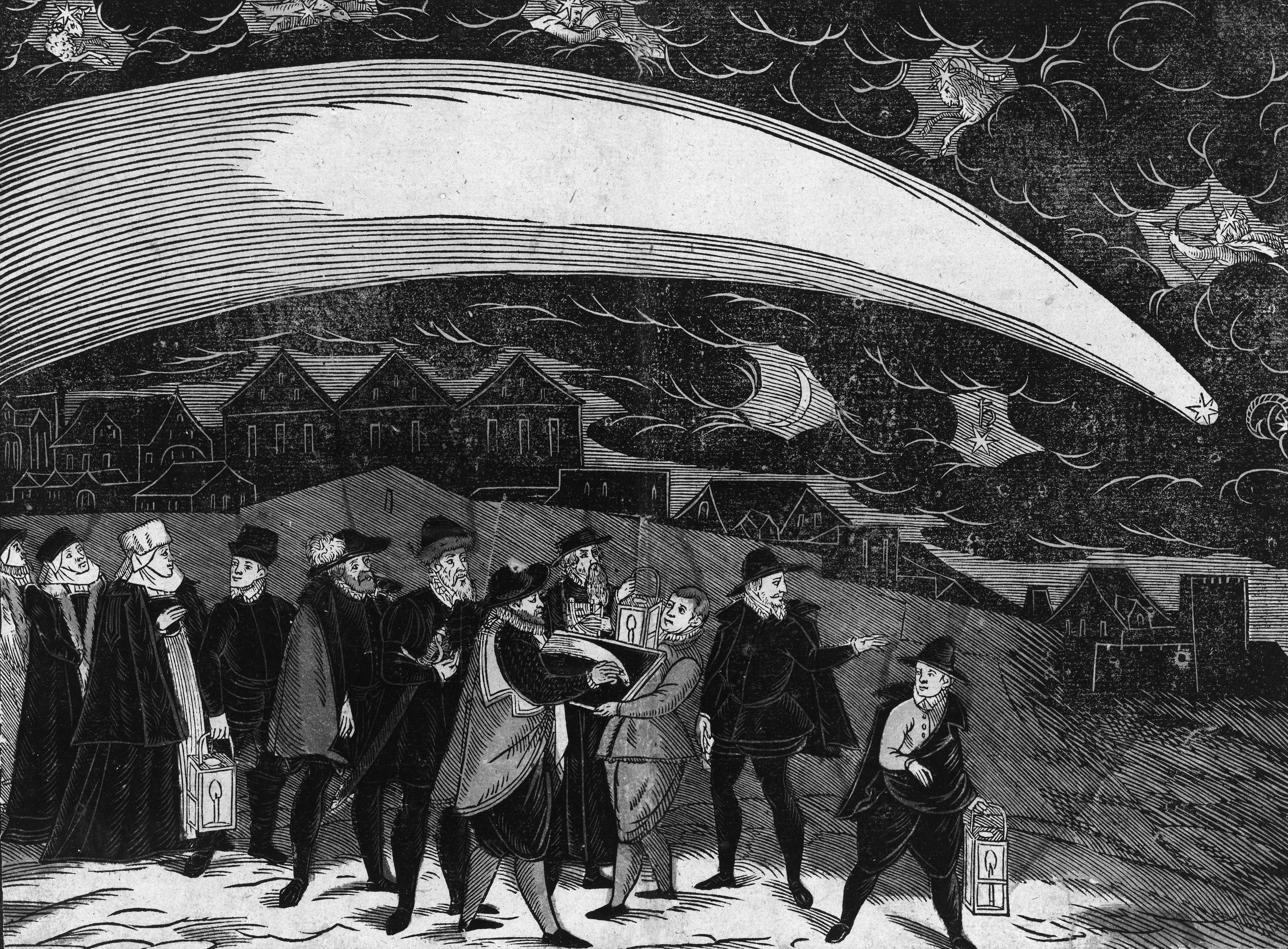
The Great Comet of 1577, seen over Prague on November 12. Engraving made by Jiri Daschitzky.

1. 1 2 3 4 5 6  "قاعدة بيانات مختبر الدفع النفاث لأجرام النظام الشمسي الصغيرة". اطلع عليه بتاريخ 2024-01-03.